# ريس إيفانز
ريس إيفانز (بالإنجليزية: Rhys Evans)‏ (27 يناير 1982 بسويندون في المملكة المتحدة - ) هو لاعب كرة قدم بريطاني في مركز حراسة المرمى. شارك مع منتخب إنجلترا تحت 21 سنة لكرة القدم. أما مع النوادي، فقد لعب مع برادفورد سيتي وتشيلسي وسويندون تاون وكوينز بارك رينجرز ونادي بريستول روفيرز ونادي بلاكبول ونادي ساوثيند يونايتد ونادي ليتون أورينت ونادي ميلوول ونادي هيرفورد وStaines Town F.C. ‏ ونادي إكزتر سيتي.

## وصلات خارجية
- ريس إيفانز على موقع قاعدة بيانات كرة القدم.إي يو (الإنجليزية)
- ريس إيفانز على موقع Soccerbase.com (لاعب) (الإنجليزية)